# Катушка индуктивности

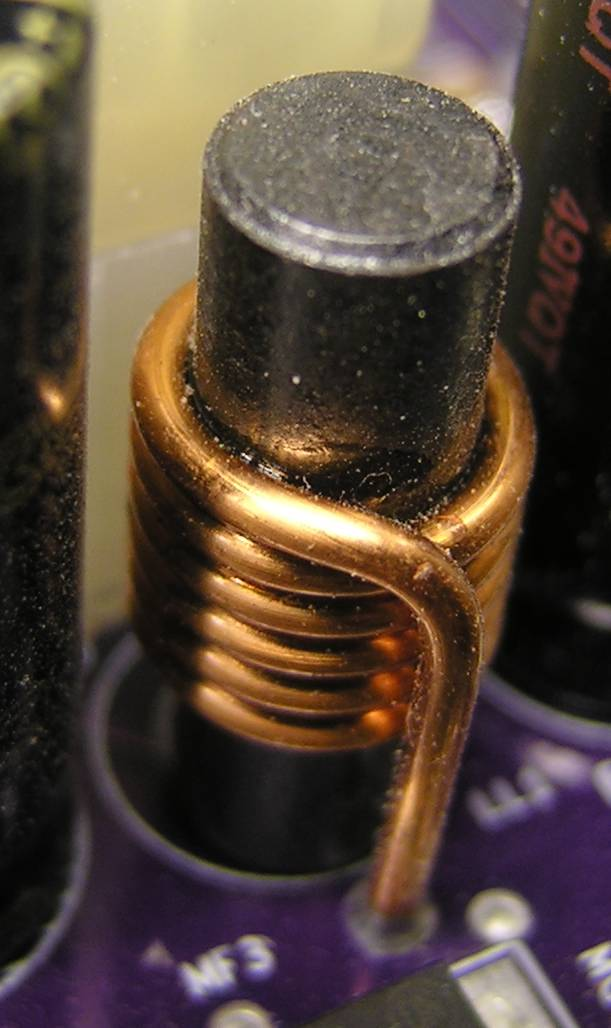
Катушка индуктивности (дроссель) с магнитомягким сердечником на материнской плате компьютера

Обозначение на электрических принципиальных схемах

Кату́шка индукти́вности (устар. дроссель) — винтовая, спиральная или винтоспиральная катушка из свёрнутого изолированного проводника, обладающая значительной индуктивностью при относительно малой ёмкости и малом активном сопротивлении. Как следствие, при протекании через катушку переменного электрического тока наблюдается её значительная инерционность.
Применяются для подавления помех, сглаживания биений, накопления энергии, ограничения переменного тока, в резонансных (колебательный контур) и частотно-избирательных цепях, в качестве элементов индуктивности искусственных линий задержки с сосредоточенными параметрами, создания магнитных полей, датчиков перемещений и так далее.

## Терминология
Стандартизированные термины:
Индуктивная катушка — элемент электрической цепи, предназначенный для использования его индуктивности (ГОСТ 19880-74, см. термин 106).
Катушка индуктивности — индуктивная катушка, являющаяся элементом колебательного контура и предназначенная для использования её добротности (ГОСТ 20718-75, см. термин 1).
Электрический реактор — индуктивная катушка, предназначенная для использования её в силовой электрической цепи (ГОСТ 18624-73, см. термин 1). Одним из видов реактора является токоограничивающий реактор, например, для ограничения тока короткого замыкания ЛЭП.
При использовании для подавления помех, сглаживания пульсаций электрического тока, изоляции (развязки) по высокой частоте разных частей схемы и накопления энергии в магнитном поле сердечника часто называют дросселем, а иногда реактором. Такое толкование нестандартизированного термина «дроссель» (являющегося калькой с нем. Drossel) пересекается со стандартизированными терминами. В случае, если работа данного элемента цепи основана на добротности катушки, то такой элемент следует называть «катушкой индуктивности», в противном случае «индуктивной катушкой».
Цилиндрическую катушку индуктивности, длина которой намного превышает диаметр, называют соленоидом, магнитное поле внутри длинного соленоида однородно. Кроме того, зачастую соленоидом называют устройство, выполняющее механическую работу за счёт магнитного поля при втягивании ферромагнитного сердечника, или электромагнитом. В электромагнитных реле называют обмоткой реле, реже — электромагнитом.
Нагревательный индуктор — специальная катушка индуктивности, рабочий орган установок индукционного нагрева.
При использовании для накопления энергии (например, в схеме импульсного стабилизатора напряжения) называют индукционным накопителем или накопительным дросселем.

## Конструкция
Конструктивно выполняется в виде винтовых или винтоспиральных (диаметр намотки изменяется по длине катушки) катушек однослойных или многослойных намоток изолированного одножильного или многожильного (литцендрат) проводника на диэлектрическом каркасе круглого, прямоугольного или квадратного сечения, часто на тороидальном каркасе или, при использовании толстого провода и малом числе витков — без каркаса. Иногда, для снижения распределённой паразитной ёмкости, при использовании в качестве высокочастотного дросселя однослойные катушки индуктивности наматываются с «прогрессивным» шагом — шаг намотки плавно изменяется по длине катушки.
Намотка может быть как однослойной (рядовая и с шагом), так и многослойной (рядовая, внавал, типа «универсал»). Намотка «универсал» имеет меньшую паразитную ёмкость. Часто, опять же для снижения паразитной ёмкости, намотку выполняют секционированной, группы витков отделяются пространственно (обычно по длине) друг от друга.
Для увеличения индуктивности катушки часто снабжают замкнутым или разомкнутым ферромагнитным сердечником. Катушки индуктивности подавления высокочастотных помех имеют ферродиэлектрические сердечники: ферритовые, флюкстроловые, из карбонильного железа. Катушки, предназначенные для сглаживания пульсаций промышленной и звуковой частот, имеют сердечники из электротехнических сталей или магнитомягких сплавов (пермаллоев). Также сердечники (в основном ферромагнитные, реже диамагнитные) используют для изменения индуктивности катушек в небольших пределах путём изменения положения сердечника относительно обмотки. На сверхвысоких частотах, когда ферродиэлектрики теряют свою магнитную проницаемость и резко увеличивают потери, применяются металлические (латунные) сердечники.
На печатных платах электронных устройств также иногда делают плоские «катушки» индуктивности: геометрия печатного проводника выполняется в виде круглой или прямоугольной спирали, волнистой линии или в виде меандра. Такие «катушки индуктивности» часто используются в сверхбыстродействующих цифровых устройствах для выравнивания времени распространения группы сигналов по разным печатным проводникам от источника до приемника, например, в шинах данных и адреса.

## Свойства катушки индуктивности
Свойства катушки индуктивности:
- Скорость изменения тока через катушку ограничена и определяется индуктивностью катушки.
- Сопротивление (модуль импеданса) катушки растет с увеличением частоты текущего через неё тока.
- Катушка индуктивности при протекании тока запасает энергию в своём магнитном поле. При отключении внешнего источника тока катушка отдаст запасенную энергию, стремясь поддержать величину тока в цепи. При этом напряжение на катушке нарастает вплоть до пробоя изоляции или возникновения дуги на коммутирующем ключе.

Катушка индуктивности в электрической цепи для переменного тока имеет не только собственное омическое (активное) сопротивление, но и реактивное сопротивление переменному току, нарастающее при увеличении частоты, поскольку при изменении тока в катушке возникает ЭДС самоиндукции, препятствующая этому изменению.
Катушка индуктивности обладает реактивным сопротивлением, модуль которого {\displaystyle X_{L}=\omega L}, где {\displaystyle L} — индуктивность катушки, {\displaystyle \omega } — циклическая частота протекающего тока. Соответственно, чем больше частота тока, протекающего через катушку, тем больше её сопротивление.
Катушка с током запасает энергию в магнитном поле, равную работе, которую необходимо совершить для установления текущего тока {\displaystyle I}. Эта энергия равна:
{\displaystyle E_{\mathrm {\text{сохр}} }={1 \over 2}LI^{2}{\mbox{.}}}

Векторная диаграмма в виде комплексных амплитуд для идеальной катушки индуктивности в цепи синусоидального напряжения

Катушка индуктивности в переменном напряжении — аналог подверженного механическим колебаниям тела с массой

При изменении тока в катушке возникает ЭДС самоиндукции, значение которой:
{\displaystyle \varepsilon =-L{dI \over dt}{\mbox{.}}}
Для идеальной катушки индуктивности (не имеющей паразитных параметров) ЭДС самоиндукции равна по модулю и противоположна по знаку напряжению на концах катушки:
{\displaystyle |\varepsilon |=-\varepsilon =U{\mbox{.}}}
При замыкании катушки с током на резистор происходит переходной процесс, при котором ток в цепи экспоненциально уменьшается в соответствии с формулой:
{\displaystyle I=I_{0}\exp(-t/T){\mbox{,}}}
где: {\displaystyle I} — ток в катушке,
{\displaystyle I_{0}} — начальный ток катушки,
{\displaystyle t} — текущее время,
{\displaystyle T} — постоянная времени.
Постоянная времени выражается формулой:
{\displaystyle T=L/(R+R_{i}){\mbox{,}}}
где {\displaystyle R} — сопротивление резистора,
{\displaystyle R_{i}} — омическое сопротивление катушки.
При закорачивании катушки с током процесс характеризуется собственной постоянной времени {\displaystyle T_{i}} катушки:
{\displaystyle T_{i}=L/R_{i}{\mbox{.}}}
При стремлении {\displaystyle R_{i}} к нулю, постоянная времени стремится к бесконечности, именно поэтому в сверхпроводящих контурах ток течёт «вечно».
В цепи синусоидального тока ток в катушке по фазе отстаёт от фазы напряжения на ней на π/2.
Явление самоиндукции аналогично проявлению инертности тел в механике, если аналогом индуктивности принять массу, тока — скорость, напряжения — силу, то многие формулы механики и поведения индуктивности в цепи принимают похожий вид:
{\displaystyle F\ =m{dv \over dt}} ↔ {\displaystyle |\varepsilon |=L{dI \over dt}},
где
{\displaystyle F\ } ↔ {\displaystyle |\varepsilon |} ↔ {\displaystyle U\ }; {\displaystyle m\ } ↔ {\displaystyle L\ }; {\displaystyle dv\ } ↔ {\displaystyle dI\ }
{\displaystyle E_{\mathrm {coxp} }={1 \over 2}LI^{2}} ↔ {\displaystyle E_{\mathrm {kinet} }={1 \over 2}mv^{2}}

## Характеристики катушки индуктивности

### Индуктивность
Основным параметром катушки индуктивности является её индуктивность, численно равная отношению создаваемого током потока магнитного поля, пронизывающего катушку, к силе протекающего тока. Типичные значения индуктивностей катушек от десятых долей мкГн до десятков Гн.
Индуктивность катушки пропорциональна линейным размерам катушки, магнитной проницаемости сердечника и квадрату числа витков намотки. Индуктивность катушки-соленоида:
{\displaystyle L=\mu _{0}\cdot \mu _{r}\cdot s_{e}\cdot N^{2}/l_{e}{\mbox{,}}}
где {\displaystyle \mu _{0}} — магнитная постоянная,
{\displaystyle \mu _{r}} — относительная магнитная проницаемость материала сердечника (зависит от частоты),
{\displaystyle s_{e}} — площадь сечения сердечника,
{\displaystyle l_{e}} — длина средней линии сердечника,
{\displaystyle N} — число витков.

Схема последовательного соединения катушек индуктивности. Ток через каждую катушку один и тот же

При последовательном соединении катушек общая индуктивность равна сумме индуктивностей всех соединённых катушек:
{\displaystyle L=\sum _{i=1}^{N}L_{i}{\mbox{.}}}

Электрическая схема параллельного соединения нескольких катушек индуктивности. Напряжение на всех катушках одинаково

При параллельном соединении катушек общая индуктивность равна:
{\displaystyle L={\frac {1}{\sum _{i=1}^{N}{\frac {1}{L_{i}}}}}{\mbox{.}}}

### Сопротивление потерь
В катушках индуктивности помимо основного эффекта взаимодействия тока и магнитного поля наблюдаются паразитные эффекты, вследствие которых импеданс катушки не является чисто реактивным. Наличие паразитных эффектов ведёт к появлению потерь в катушке, оцениваемых сопротивлением потерь {\displaystyle R_{\text{пот}}}.
Потери складываются из потерь в проводах, диэлектрике, сердечнике и экране:
{\displaystyle R_{\text{пот}}=r_{w}+r_{d}+r_{s}+r_{e}{\mbox{,}}}
где {\displaystyle r_{w}} — потери в проводах,
{\displaystyle r_{d}} — потери в диэлектрике,
{\displaystyle r_{s}} — потери в сердечнике,
{\displaystyle r_{e}} — потери на вихревые токи

#### Потери в проводах
Потери в проводах вызваны тремя причинами:
- Провода обмотки обладают омическим (активным) сопротивлением.
- Сопротивление провода обмотки возрастает с ростом частоты, что обусловлено скин-эффектом. Суть эффекта состоит в вытеснении тока в поверхностные слои провода. Как следствие, уменьшается полезное сечение проводника и растет сопротивление.
- В проводах обмотки, свитой в спираль, проявляется эффект близости, суть которого состоит в вытеснении тока под воздействием вихревых токов и магнитного поля к периферии намотки. В результате сечение, по которому протекает ток, принимает серповидную форму, что ведёт к дополнительному возрастанию сопротивления провода.

#### Потери в диэлектрике
Потери в диэлектрике (изоляции проводов и каркасе катушки) можно отнести к двум категориям:
- Потери от диэлектрика межвиткового конденсатора (межвитковые утечки и прочие потери, характерные для диэлектриков конденсаторов).
- Потери, обусловленные магнитными свойствами диэлектрика (эти потери аналогичны потерям в сердечнике).

В общем случае для современных катушек общего применения потери в диэлектрике чаще всего пренебрежимо малы.

#### Потери в сердечнике
Потери в сердечнике складываются из потерь на вихревые токи, потерь на перемагничивание ферромагнетика — на «гистерезис».
На УКВ потери в ферритовых сердечниках становятся неприемлемыми, для подстройки таких катушек используется латунный винт. Казалось бы, получающийся короткзамкнутый виток должен уменьшить добротность. Но за счёт малого сопротивления, потерь в нём почти нет, а (переменная) противоЭДС эффективно вытесняет магнитное поле за пределы сердечника, уменьшая «просвет» для его силовых линий, что и позволяет регулировать индуктивность.

#### Потери на вихревые токи
Переменное магнитное поле индуцирует вихревые ЭДС в окружающих проводниках, например, в сердечнике, экране и в проводах соседних витков. Возникающие при этом вихревые токи (токи Фуко) становятся источником потерь из-за омического сопротивления проводников.

### Добротность
С сопротивлениями потерь тесно связана другая характеристика — добротность. Добротность катушки индуктивности определяет отношение между реактивным и активным сопротивлениями катушки. Добротность равна:
{\displaystyle Q={\frac {\omega {}L}{R_{\text{пот}}}}{\mbox{.}}}

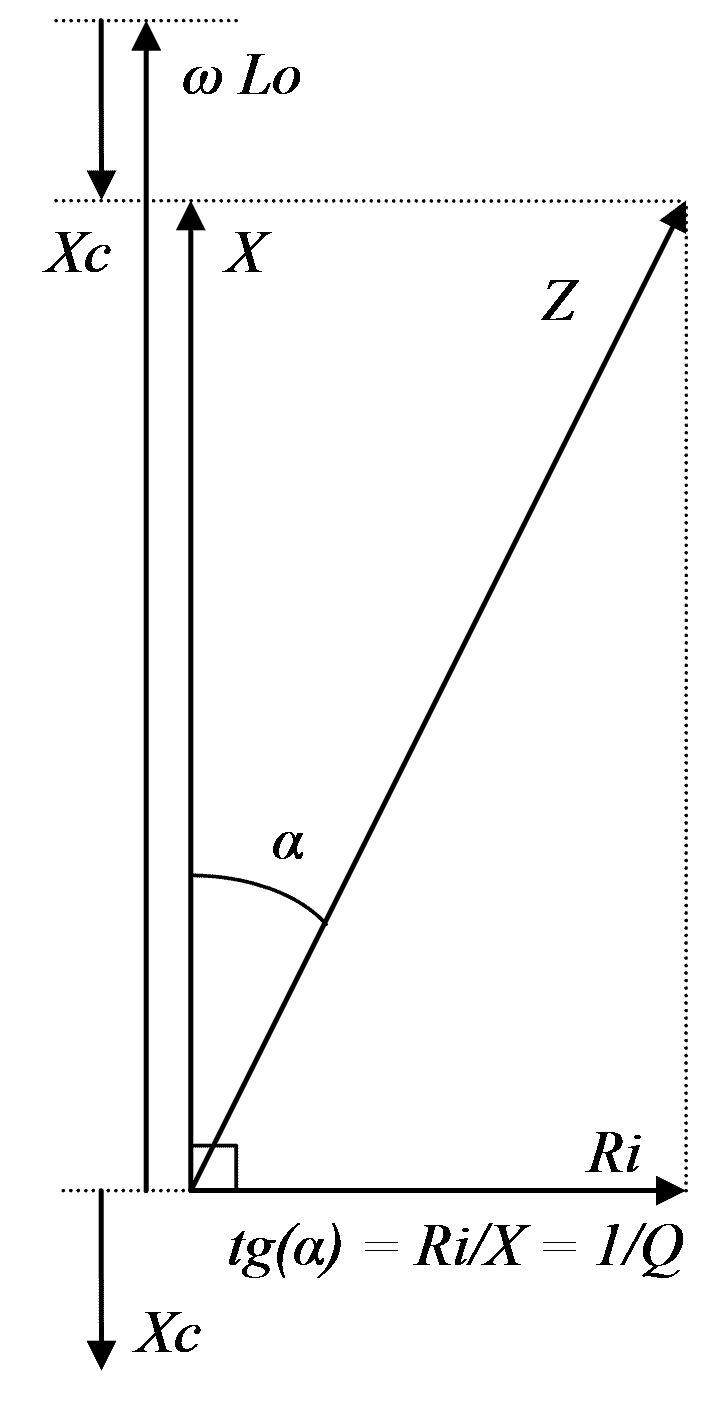
Векторная диаграмма потерь и добротности реальной катушки индуктивности. Обозначения: — импеданс; — ёмкостная составляющая импеданса; — индуктивная составляющая импеданса; — реактивная составляющая импеданса; — активная составляющая импеданса

Иногда потери в катушке характеризуют тангенсом угла потерь (величина, обратная добротности) — тангенсом угла сдвига между фазами тока и напряжения катушки в цепи синусоидального сигнала относительно угла {\displaystyle \pi /2} — для идеальной катушки.
Практически добротность лежит в пределах от 30 до 200. Повышение добротности достигается оптимальным выбором диаметра провода, увеличением размеров катушки индуктивности и применением сердечников с высокой магнитной проницаемостью и малыми потерями, намоткой вида «универсаль», применением посеребрённого провода, применением многожильного провода вида «литцендрат» для снижения потерь, вызванных скин-эффектом.

### Паразитная ёмкость и собственный резонанс

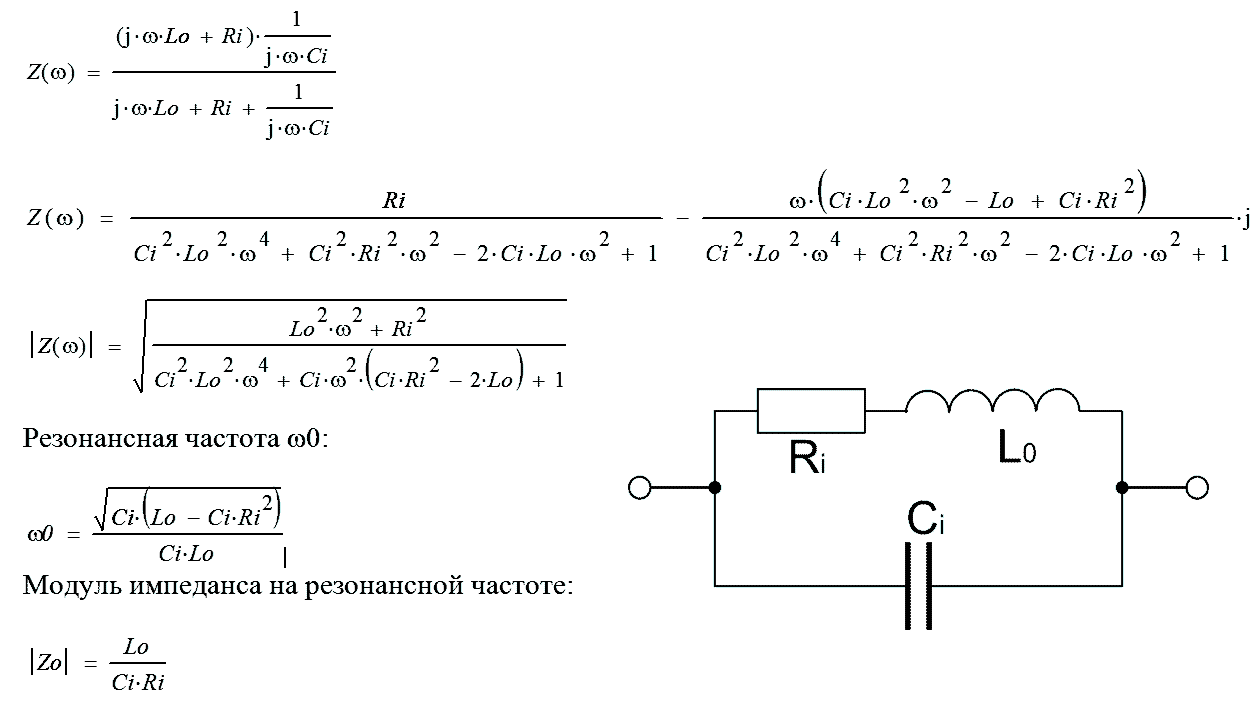
Эквивалентная схема и некоторые формулы реальной катушки индуктивности без ферромагнитного сердечника

Межвитковая паразитная ёмкость проводника в составе катушки индуктивности превращает катушку в сложную распределенную цепь. В первом приближении можно принять, что реальная катушка эквивалентно представляет собой идеальную индуктивность, включенной последовательно с резистором активного сопротивления обмотки с присоединенной параллельно этой цепочке паразитной ёмкостью (см. рис). В результате этого катушка индуктивности представляет собой колебательный контур с характерной частотой резонанса. Эта резонансная частота легко может быть измерена и называется собственной частотой резонанса катушки индуктивности. На частотах много ниже частоты собственного резонанса импеданс катушки индуктивный, при частотах вблизи резонанса в основном активный (на частоте резонанса чисто активный) и большой по модулю, на частотах много выше частоты собственного резонанса — ёмкостный. Обычно собственная частота указывается изготовителем в технических данных промышленных катушек индуктивности, либо в явном виде, либо косвенно — в виде рекомендованной максимальной рабочей частоты.

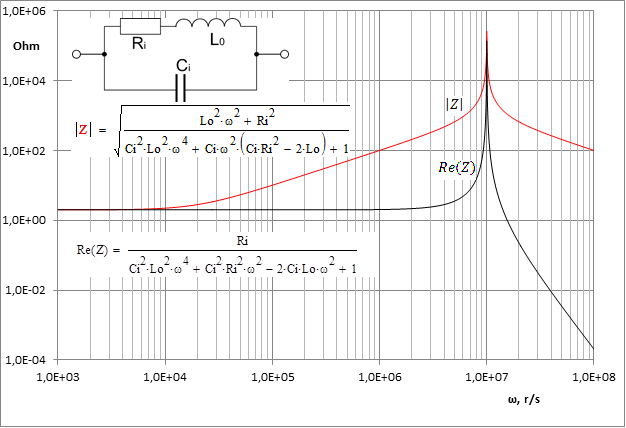
Зависимость модуля импеданса и активной составляющей импеданса от частоты для реальной катушки индуктивности

На частотах ниже собственного резонанса этот эффект проявляется в падении добротности с ростом частоты.
Для увеличения частоты собственного резонанса используют сложные схемы намотки катушек, разбиение одной обмотки на разнесённые секции.

### Температурный коэффициент индуктивности (ТКИ)
ТКИ — это параметр, характеризующий зависимость индуктивности катушки от температуры.
Температурная нестабильность индуктивности обусловлена целым рядом факторов: при нагреве увеличивается длина и диаметр провода обмотки, увеличивается длина и диаметр каркаса, в результате чего изменяются шаг и диаметр витков; кроме того при изменении температуры изменяются диэлектрическая проницаемость материала каркаса, что ведёт к изменению собственной ёмкости катушки. Очень существенно влияние температуры на магнитную проницаемость ферромагнетика сердечника:
{\displaystyle TKL={\frac {\Delta L}{L\Delta T}}{\mbox{.}}}

### Температурный коэффициент добротности (ТКД)
ТКД — это параметр, характеризующий зависимость добротности катушки от температуры. Температурная нестабильность добротности обусловлена тем же рядом факторов, что и индуктивности.
{\displaystyle TKQ={\frac {\Delta Q}{Q\Delta T}}{\mbox{.}}}

### Насыщение сердечника и нелинейность
На индуктивность катушек с ферромагнитным сердечником существенно влияет уменьшение его магнитной проницаемости при увеличении магнитного потока, пропорционального току через обмотку, что приводит к уменьшению индуктивности. Особенно это заметно для силовых катушек, вблизи предельных для данной катушки значений тока. Дроссели существенно снижают качество фильтрации при предельных токах; а для полосно-развязывающих LC-фильтров акустических систем из-за возникающей модуляции величины индуктивности дросселя его собственным током, что и есть нелинейность, происходит генерация нечётных гармоник. Борьба с насыщением не проста и затратна, так как обычно это устраняется либо увеличением габарита (сечения) сердечника, либо вообще его изъятием. Во втором случае для сохранения расчётного значения индуктивности катушка выполняется ещё более габаритной/многовитковой, но при этом она останется линейной даже при токах вплоть до перегрева.
См. также: Феррорезонанс.

## Разновидности катушек индуктивности

Условное графическое обозначение фильтра синфазных помех на схемах

Контурные катушки индуктивности, используемые в радиотехнике
Эти катушки используются совместно с конденсаторами для организации колебательных контуров. Они должны иметь высокую термо- и долговременную стабильность, и добротность, требования к паразитной ёмкости обычно несущественны.
Катушки связи, или трансформаторы связи
Взаимодействующие магнитными полями пара и более катушек обычно включаются параллельно конденсаторам для организации колебательных контуров. Такие катушки применяются для обеспечения трансформаторной связи между отдельными цепями и каскадами, что позволяет разделить по постоянному току, например, цепь базы последующего усилительного каскада от коллектора предыдущего каскада и т. д. К нерезонансным разделительным трансформаторам не предъявляются жёсткие требования на добротность и точность, поэтому они выполняются из тонкого провода в виде двух обмоток небольших габаритов. Основными параметрами этих катушек являются индуктивность и коэффициент связи (коэффициент взаимоиндукции).
Вариометры
Это катушки, индуктивностью которых можно управлять (например, для перестройки частоты резонанса колебательных контуров) изменением взаимного расположения двух катушек, соединённых последовательно. Одна из катушек неподвижная (статор), другая обычно располагается внутри первой и вращается (ротор). Существуют и другие конструкции вариометров. При изменении положения ротора относительно статора изменяется степень взаимоиндукции, а следовательно, индуктивность вариометра. Такая система позволяет изменять индуктивность в 4 − 5 раз. В ферровариометрах индуктивность изменяется перемещением ферромагнитного сердечника относительно обмотки, либо изменением длины воздушного зазора замкнутого магнитопровода.
Дроссели
Это катушки индуктивности, обладающие высоким сопротивлением переменному току и малым сопротивлением постоянному. Дроссели включаются последовательно с нагрузкой для ограничения переменного тока в цепи, они часто применяются в цепях питания радиотехнических устройств в качестве фильтрующего элемента, а также в качестве балласта для включения разрядных ламп в сеть переменного напряжения. Для сетей питания с частотами 50-60 Гц выполняются на сердечниках из трансформаторной стали. На более высоких частотах также применяются сердечники из пермаллоя или феррита. Особая разновидность дросселей — помехоподавляющие ферритовые бочонки (бусины или кольца), нанизанные на отдельные провода или группы проводов (кабели) для подавления синфазных высокочастотных помех.
Фильтр синфазной помехи
В фильтре синфазной помехи используются две намотанных встречно или согласованно катушки индуктивности. За счёт встречной намотки и взаимной индукции более эффективны для фильтрации синфазных помех при тех же габаритах. При согласной намотке эффективны для подавления дифференциальных помех. Такие фильтры получили широкое распространение в качестве входных фильтров блоков питания; в дифференциальных сигнальных фильтрах цифровых линий, а также в звуковой технике. Предназначены как для защиты источников питания от попадания в них наведённых высокочастотных сигналов из питающей сети, так и во избежание проникновения в питающую сеть электромагнитных помех, создаваемых устройством. На низких частотах используется в фильтрах цепей питания и обычно имеет ферромагнитный сердечник (из трансформаторной стали). Для фильтрации высокочастотных помех — сердечник ферритовый.

## Применение катушек индуктивности

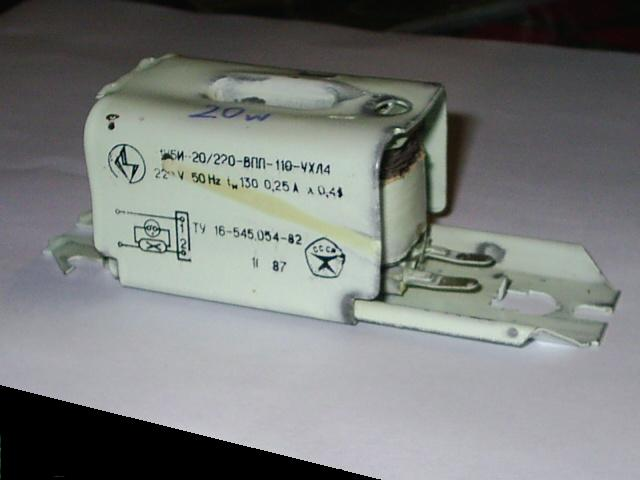
Балластный дроссель. Конструкция, применяющаяся в качестве реактивного сопротивления для разрядных ламп на частоте 50 — 60 Гц. В связи с заметной зависимостью сопротивления дросселя от режима работы и от частотного спектра тока сопротивление дросселя определяется как отношение напряжения к току при замкнутой лампе и току через дроссель, равный рабочему току лампы. В электронном пуско-регулирующем аппарате для люминесцентной лампы, работающем на частоте 20—50 кГц, дроссель изготавливается на ферритовом сердечнике и имеет существенно меньшие размеры

- Катушки индуктивности (совместно с конденсаторами и/или резисторами) используются для построения различных цепей с частотно-зависимыми свойствами, в частности, фильтров, цепей обратной связи, колебательных контуров и т. п.
- Катушки индуктивности используются в импульсных стабилизаторах как элемент, накапливающий энергию и преобразующий уровни напряжения.
- Две и более индуктивно связанные катушки образуют трансформатор.
- Катушка индуктивности, периодически подключаемая через транзисторный ключ к источнику низкого напряжения, иногда применяется в качестве источника высокого напряжения небольшой мощности в слаботочных схемах, когда создание отдельного высокого питающего напряжения в блоке питания невозможно или экономически нецелесообразно. В этом случае на катушке из-за самоиндукции возникают выбросы высокого напряжения, которые после выпрямления диодом и сглаживания конденсатором преобразуются в постоянное напряжение.
- Катушки используются также в качестве электромагнитов — исполнительных механизмов.
- Катушки применяются в качестве источника энергии для нагрева индуктивно-связанной плазмы, а также её диагностики.
- Для радиосвязи — приёма электромагнитных волн, редко — для излучения:
  - Ферритовая антенна;
  - Рамочная антенна, кольцевая антенна;
  - Directional Discontinuity Ring Radiator (DDRR);
  - Индукционная петля.
- Для разогрева электропроводящих материалов в индукционных печах.
- Как датчик перемещения: изменение индуктивности катушки может изменяться в широких пределах при перемещении ферромагнитного сердечника относительно обмотки.
- Катушка индуктивности используется в индукционных датчиках магнитного поля в индукционных магнитометрах[8]
- Для создания магнитных полей в ускорителях элементарных частиц, магнитного удержания плазмы, в научных экспериментах, в ядерно-магнитной томографии. Мощные стационарные магнитные поля, как правило, создаются сверхпроводящими катушками.
- Для накопления энергии.